# 篠原伯母野山町
篠原伯母野山町（しのはらおばのやまちょう）は兵庫県神戸市灘区の町名。現行行政地名は篠原伯母野山町一丁目から篠原伯母野山町三丁目。
令和2年国勢調査（2020年10月1日）における世帯数852、人口1,896、うち男性875人、女性1,021人。郵便番号は657-0015。

## 地理
灘区の地理的中央部に位置する。北東は篠原台、東は都賀川の支流六甲川を隔て六甲台町、南東は大土平町、南は篠原北町、東から北にかけては篠原。南東部に一丁目、南西部に二丁目、北部に三丁目が置かれる。

## 歴史
- 弥生時代中期後半から後期初頭にかけて高地性集落が形成されており、50棟を超える住居跡や多くの弥生土器、鉄器、石器が発見されている[2]。
- 1929年（昭和4年）に材木商で一帯の地主である岡野貞次郎によって住宅地開発が開始される。
- 1932年（昭和7年）に神戸又新日報の読者投票により伯母野山住宅街が大神戸新八景に選定される。
- 旧・篠原字伯母野山と伯父野山（）の一部から1978年（昭和53年）8月に成立した。

## 地名の由来
- 地名の由来について楠原佑介らは『古代地名語源辞典』で「シノ（濡れたところ）・ハラ（原）」で湿地を意味するとしている。『灘の町名』では大石川（六甲川）の川沿に笹薮が多かったところからついたという[3]。
- 『篠原村誌』に伯母野山　袁婆能（おばの）○牛小屋山ノ北方ニアリ松林タリ。　伯父野山　袁遅能（おじの）○伯母野ノ東ニアリ小嶮タル松山アリとある。『神戸の地名 改訂版』によれば「オジ」「オバ」に類似する山名は全国各地にあり、「ウバガフトコロ」に至っては数十ヶ所あるという。兵庫県の例で言えば神戸市北区大沢町の「乳母ヶ懐」「番ケ懐」、加古川市の「乳母が懐」、高砂市の「御乳母の懐」があり、ウバはオバに通じ、いずれも日当たりのいい山間の小平地を指すという[4]。
- 芝晃によれば「ばんのふところ」という字名が北区有野町唐櫃・五社の2箇所にありいずれも「西日を浴びて、北風のあたらぬ日だまりの地」であり、オバノヤマもそうした立地であるとする[4]。
- オジについては日当たりのいいオバと対照的に「陰地（）」の事を言い、同様の地名に長田区高取山の北北東にある「爺父ヶ懐（）」を挙げている[4]。

## 小・中学校の学区
市立小・中学校に通う場合、学区は以下の通りとなる。
| 小学校               | 中学校             |
| -------------------- | ------------------ |
| 神戸市立美野丘小学校 | 神戸市立長峰中学校 |

## 交通

### バス
- 篠原伯母野山町三丁目・阪急六甲駅間で事前予約制の「おばのやま号」が運行している[6]。

### 鉄道
- 阪急神戸本線 六甲駅 ※鉄道では当駅が最寄り駅となる。
- JR神戸線 六甲道駅

## 施設
- 神戸松蔭大学
- 六甲学院中学校・高等学校